# Nuttin' but Love
Nuttin' but Love è il quinto album del gruppo hip hop statunitense Heavy D & the Boyz, pubblicato il 24 maggio del 1994 e distribuito da MCA e Uptwon.
| Recensione | Giudizio |
| ---------- | -------- |
| AllMusic   | [ 2 ]    |

## Tracce
Testi di Heavy D. Heavy D co-produce tutte le tracce eccetto dove indicato.
1. Friends & Respect (Buju Banton, KRS-One, Kool G Rap, LL Cool J, Little Shawn, MC Lyte, Martin Lawrence, Pete Rock, Positive K, Q-Tip, Queen Latifah, Spike Lee & Treach) – 5:12 (testo: Dwight Meyers – musica: Poke, Prince Charles Alexander (missaggio))
2. Sex wit You – 4:04 (musica: Pete Rock, Jamie Staub (missaggio))
3. Got Me Waiting (featuring Crystal Johnson) – 4:31 (musica: Pete Rock, Jamie Staub (missaggio))
4. Nuttin' but Love (featuring Vinia Mojica) – 3:34 (musica: Heavy D, Kid Capri, Poke)
5. Something Goin' On – 3:28 (musica: Marley Marl, Frank Heller (missaggio), Kevin Hansford (scratches))
6. This is Your Night – 3:31 (musica: Teddy Riley, Will Williams (missaggio))
7. Got Me Waiting (Remix) (featuring Lil' G & Silk) – 6:11 (musica: Alton Stewart, Alvin Speights (missaggio))
8. Take Your Time (featuring Vinia Mojica) – 4:07 (musica: Erick Sermon, Robert Brockman (missaggio))
9. Spend a Little Time on Top (featuring Alethea X. Graham, Felicia M. Graham, Jennifer L. Keith & Umoja) – 3:23 (musica: Marley Marl, Frank Heller (missaggio), Kevin Hansford (scratches))
10. Keep it Goin' – 3:59 (musica: Heavy D, Troy Williams, Phunky Phingers, Robert Brockman (missaggio))
11. Black Coffee (featuring Vinia Mojica) – 4:28 (musica: Easy Mo Bee, Pete Rock)
12. Move On (featuring Vinia Mojica & Maurice Lauchner) – 4:28 (musica: Poke, Robert Brockman (missaggio))
13. The Lord's Prayer (featuring Andre Dalyriple, Brian Dalyriple, Chris Dalyriple, Jason Dalyriple & Soul for Real) – 0:54 (musica: Heavy D, Robert Brockman (missaggio))

Durata totale: 51:50

## Classifiche

### Classifiche settimanali
| Classifica (1994)         | Posizione massima |
| ------------------------- | ----------------- |
| Stati Uniti               | 11                |
| US Top R&B/Hip-Hop Albums | 1                 |